# Bibliothèque publique d'Ottawa

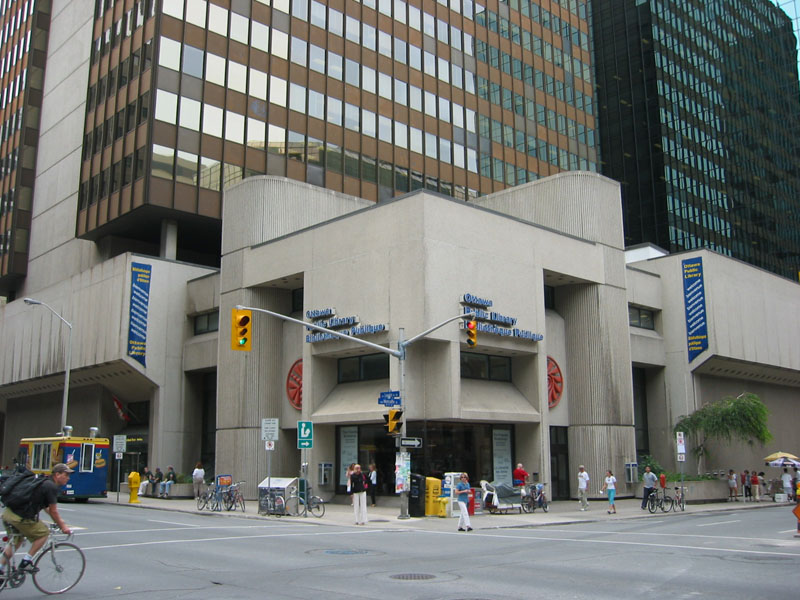
Succursale à l'angle des rues Laurier et Metcalfe

La bibliothèque publique d'Ottawa est le système de bibliothèques à Ottawa, Canada. En effet, malgré son nom, elle ne constitue pas une bibliothèque unique, mais bien un réseau à part entière, qui compte 34 succursales et couvre une superficie de 2 700 km2. Danielle McDonald est à la tête de ce réseau, en tant que directrice générale, depuis 2012.
En 2024, une nouvelle bibliothèque verra le jour dans la ville d'Ottawa en collaboration avec Bibliothèques et archives Canada. Il s’agira de la nouvelle bibliothèque centrale de la bibliothèque publique d’Ottawa, qui comprendra notamment un espace consacré à la culture autochtone. La ville amorcera les travaux au printemps 2021.L’ ouverture eu lieu le 1er juin 2024 en présence du premier ministre du Canada, monsieur Justin Trudeau. Dans le compte de l’ouverture, une exposition rétrospective des œuvres du peintre Norval Morrisseau

## Histoire
La bibliothèque publique d’Ottawa a été inaugurée le 27 avril 1906 par Andrew Carnegie, qui possède sa propre fondation, la Carnegie Foundation. C’est au nom de cette dernière que le multimillionnaire a donné naissance, par le biais d’un don de 100 000 $, au lieu qu’il désigne comme « la bibliothèque du peuple ». Cet argent devait ainsi servir à exaucer le vœu de Carnegie de faire de celle-ci un lieu où les habitants d’Ottawa pourraient en retirer des bénéfices sans payer le moindre sou.
En tout, sept bibliothécaires (le premier étant Lawrence Burpee) et une directrice générale ont été à la barre de la bibliothèque publique d’Ottawa. Selon Phil Jenkins, l’histoire de ce réseau ottavien peut être racontée en la séparant en six phases, qui portent chacune le nom d’un ou d’une des bibliothécaires municipaux en chef du réseau. Ces phases correspondent aux années durant lesquelles ces bibliothécaires ont été en poste.
L’inauguration officielle de la bibliothèque centrale d’Ottawa est prévue pour 2025. Nommée Ādisōke, un mot tiré de la langue anishinābemowin qui se traduit par l’art du récit, ce terme reflète également « la vocation qui se situe au cœur même des institutions partenaires : Bibliothèque et Archives Canada, comme gardien des récits canadiens et autochtones, et la Bibliothèque publique d’Ottawa, qui s’inspire des récits pour édifier la communauté et transformer des vies en inspirant l’apprentissage, en éveillant la curiosité et en nouant des liens ».  
La bibliothèque, qui désire accueillir plus de 1,7 million de visiteurs par année, est l’œuvre des firmes d’architecture Diamond Schmitt Architects et KWC Architects. Ādisōke se composera de plusieurs espaces communs : un atrium immergé de lumière naturelle faisant office de lieu de rassemblement central, une zone d’orientation de Bibliothèque et Archives Canada qui exposera certains artefacts de l’institution en plus de rendre accessible la totalité de ses services et ressources. Elle sera également dotée d'une salle polyvalente et d'une salle de réception publique dédiées à la tenue de conférences et d’événements en tous genres ainsi que d'une zone de découverte pour les enfants à vocations ludiques et éducatives. De plus, elle sera équipée d'une salle autochtone visant à diffuser et à rassembler les cultures et les membres des communautés autochtones canadiennes, de zones de lecture garnies de collections tant patrimoniales, spécialisées que généralistes, et d'un centre de généalogie réunissant l’ensemble des ouvrages généalogiques des deux institutions. La bibliothèque offrira un café-terrasse surplombant des points de vue d’exception sur la région ottavienne et une galerie d’exposition digne d’un musée, qui mettra en valeur les documents des deux institutions partenaires. Enfin, elle sera muni d'un centre créatif voué à l’apprentissage des usagers par le biais d’outils technologiques dernier cris, d'une salle de référence ainsi que d'un laboratoire de préservation de Bibliothèque et Archives Canada valorisant l’archivistique canadienne, le Centre Vivre à Ottawa témoignant de l’évolution historique de la ville puis la salle de la collection Lowy de Bibliothèque et Archives Canada traitant de la Collection Jacob M. Lowy.

## Politiques
La bibliothèque publique d’Ottawa s’est donnée pour mission de « mettre à la disposition de tous les citoyens d’Ottawa des documents et des services de bibliothèque d’accès facile, à des fins récréatives, informatives, éducatives et culturelles; de sensibiliser la population aux services et aux documents de la Bibliothèque de manière à en promouvoir l’utilisation; de demeurer à l’écoute des besoins des citoyens d’Ottawa en matière de bibliothèque publique ».
Afin de la remplir, plusieurs politiques ont été établies par le réseau. Certaines relèvent de la responsabilité de la direction et du personnel de la bibliothèque publique d’Ottawa. Parmi celles-ci, on peut notamment inclure le cadre de gestion du contenu, dont les grandes lignes reposent sur l’équilibrage, l’adaptation et l’amélioration continue des collections pour le public.
D’autres politiques s’adressent, au contraire, aux usagers de la bibliothèque : ces derniers doivent prendre conscience, par exemple, de l’importance de respecter le code de conduite des clients, qui a pour mandat d’ « assurer que chacun vive une expérience positive en utilisant la bibliothèque et ses services ».
Une attention particulière semble toutefois avoir été apportée aux politiques en ce qui concerne l’accessibilité des lieux et des ressources aux usagers. En effet, deux politiques ont été élaborées en ce sens : l’une porte sur l’accessibilité de la bibliothèque publique d’Ottawa en elle-même, tandis que l’autre se concentre davantage sur l’accessibilité des ressources matérielles et humaines au public. Le plan de construction de la nouvelle bibliothèque centrale du réseau semble d’ailleurs donner une importance capitale à l’accessibilité, puisque le lieu sera conçu de manière, en outre, à faciliter la circulation des fauteuils roulants, y compris dans les rampes d’accès.
Au sein même de son projet d’expansion, la bibliothèque publique d’Ottawa a su orienter ses politiques vers de nouveaux enjeux. Effectivement, la valorisation de la présence autochtone au Canada ainsi que l’importance du développement durable et de l’écologie sont des préoccupations qui s’inscrivent dans l’ADN de la nouvelle bibliothèque centrale du réseau.
L’institution se situant « sur le territoire traditionnel non cédé de la nation hôte algonquine Anishinabeg », les communautés autochtones locales ont été impliquées en tant que partenaires importants « dans l’orientation des travaux de conception de l’installation et dans la sélection de l’appellation Ādisōke ». De plus, la valorisation des langues autochtones et de la culture des Premières Nations ne se limitera pas au nom de l’édifice puisque son aménagement inclura une signalisation dans différents langages autochtones. Par ailleurs, la programmation d’Ādisōke visera à rendre accessible les langues et les histoires autochtones au grand public en plus de soutenir les communautés dans la préservation de leur patrimoine à travers des espaces dédiés.
Avec une installation obtenant « le niveau or de la norme LEED, l’édifice prévoit que la norme carbone net sera atteignable notamment grâce à des améliorations telles qu’un « revêtement extérieur et une isolation améliorée, des fenêtres à triple vitrage, des panneaux solaires sur le toit et d’autres encastrés dans la façade, des matériaux de construction plus durables ainsi qu’un mur vert à l’intérieur ».

## Services
« Créer une collectivité et […] transformer des vies » : voilà la vision de la bibliothèque publique d’Ottawa. Pour y arriver, elle a instauré de nombreux services, à commencer par certains services très connus, comme le prêt entre bibliothèques et l’accès à du matériel électronique.

Elle se démarque néanmoins par d’autres services qui sortent des sentiers battus, comme ceux relatifs à la généalogie, ou encore ceux relatifs aux affaires, dont le but est de donner un coup de pouce aux usagers souhaitant se lancer dans la création d’une entreprise. La bibliothèque publique d’Ottawa propose aussi les services de plusieurs bibliothécaires à ses usagers afin de les assister dans leurs recherches, y compris l’aide de bibliothécaires spécialisés en histoire locale.

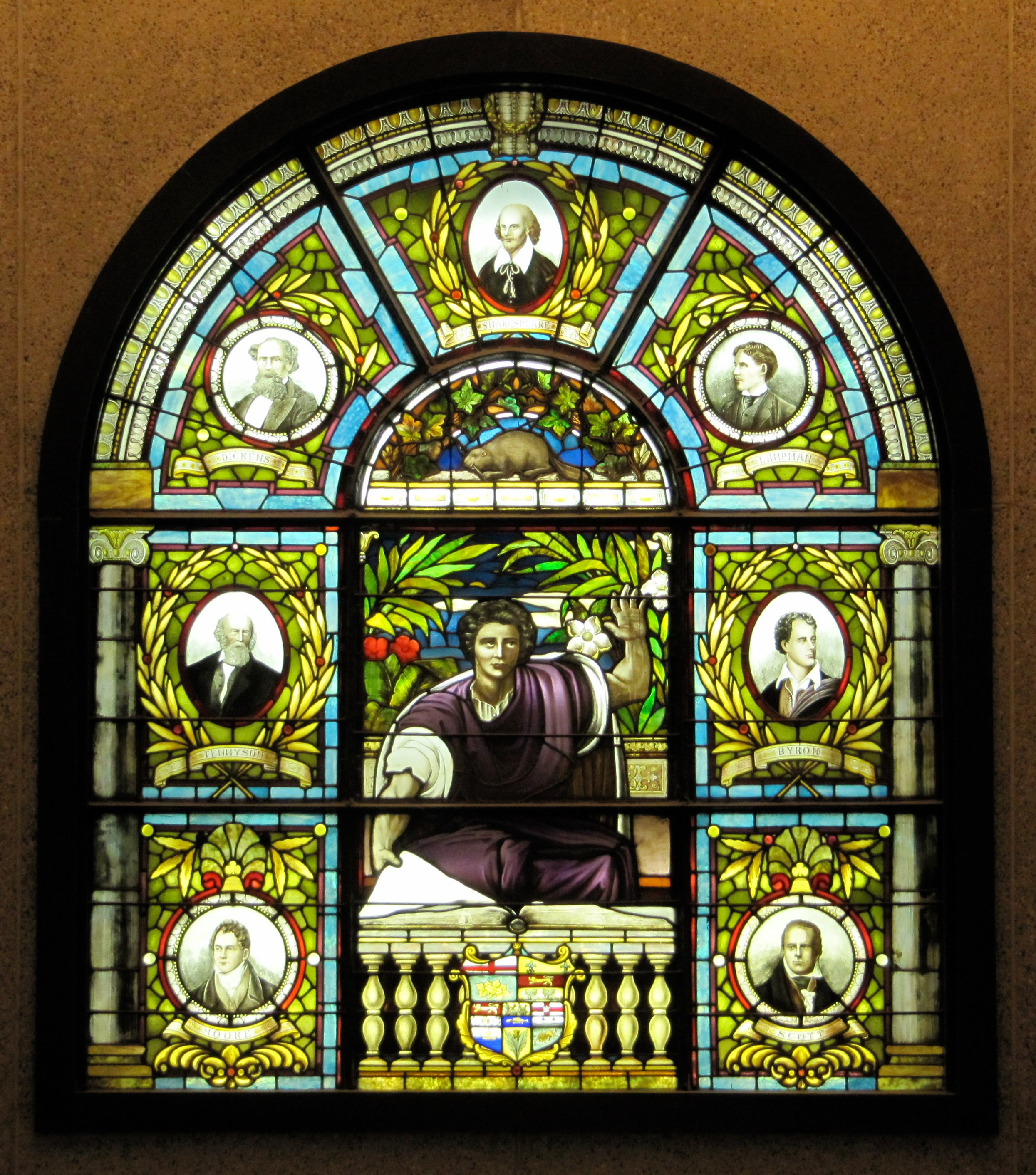
Un vitrail prenant place au sein de la bibliothèque publique d'Ottawa, qui accorde une importance capitale à la lecture.

## Prix
En septembre 2018, la bibliothèque a reçu le prix Top 10 des innovateurs, remis par le Conseil des bibliothèques urbaines (ULC).

## Origines

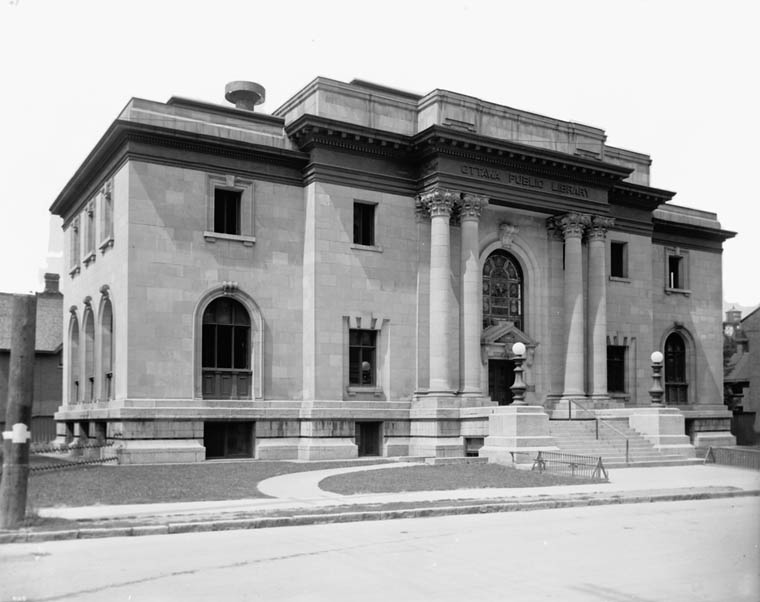
Le bâtiment original de la Bibliothèque publique d'Ottawa, conçu par Edgar Lewis Horwood (1903-1905)

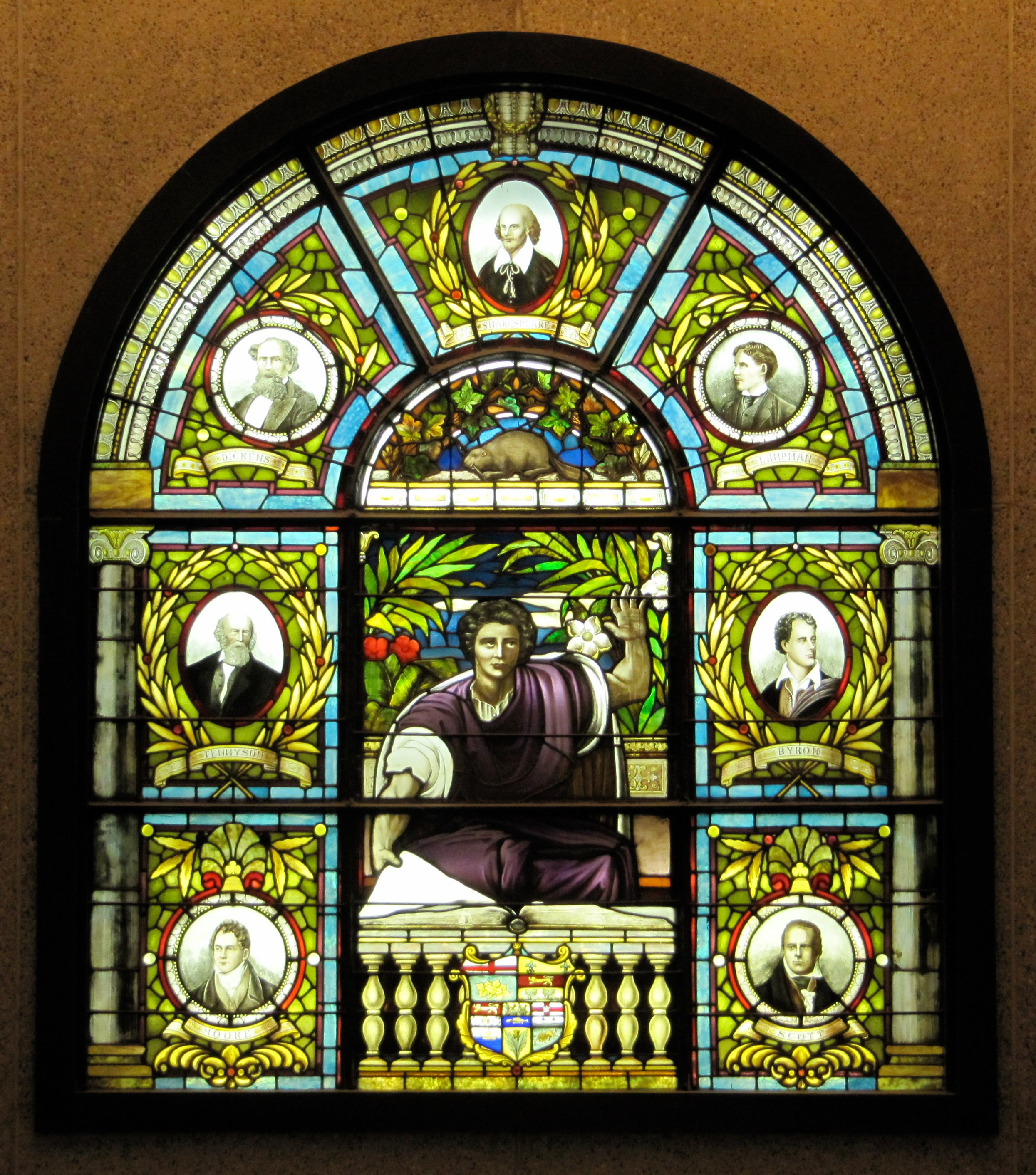
Les vitraux de la Bibliothèque publique d'Ottawa représentent Charles Dickens, Archibald Lampman, Sir Walter Scott, Lord Byron, Alfred, Lord Tennyson, William Shakespeare et Thomas Moore.

Avant le 20e siècle, Ottawa comptait quelques salles de lecture dans des halls d’hôtel et de petites bibliothèques payantes pour les ouvriers, comme celle du Bytown Mechanics' Institute, mais aucun lieu véritablement gratuit pour lire. Le Conseil local des femmes d’Ottawa s’est mobilisé pour créer une bibliothèque publique gratuite. La première initiative concrète a été lancée par des femmes au début de 1895. Pour appuyer ce projet, elles ont collaboré avec le journal Evening Journal, dont le propriétaire leur a offert une édition spéciale rédigée par des femmes. Mary McKay Scott en était la rédactrice en chef. Le journal est paru le 13 avril 1895 et a permis de récolter 500 $. En janvier 1896, un règlement municipal a été proposé pour obtenir l’appui de la ville, mais il a été rejeté. Juste avant les élections de 1896, on a annoncé que la maison de George Perley, un riche marchand de bois, avait été léguée à la ville pour accueillir la bibliothèque. Malgré cela, les citoyens ont refusé de financer la construction de la bibliothèque, ainsi qu'une caserne de pompiers. La ville n’avait simplement pas les moyens de payer ce qu’elle considérait comme des « luxes ».
Ce n’est qu’en 1901 que des lettres furent envoyées à Andrew Carnegie. Celui-ci répondit qu’il offrirait 100 000 $ à la ville pour construire une bibliothèque, à condition qu’elle fournisse un terrain et s’engage à verser 7 500 $ par an pour son entretien. La ville accepta finalement en janvier 1903, et quelques années plus tard, la bibliothèque fut construite et ouverte au public.
Le lendemain de son inauguration officielle, en 1906, la bibliothèque Carnegie d’origine a ouvert avec plusieurs heures de retard. La veille, la foule venue pour l’ouverture avait laissé les lieux en désordre complet et était repartie avec de nombreux objets.